# Фонтана деле Монаке (Лука)
Фонтана деле Монаке је насеље у Италији у округу Лука, региону Тоскана.
Према процени из 2011. у насељу је живело 266 становника. Насеље се налази на надморској висини од 574 м.